# Base de lancement de Semnan

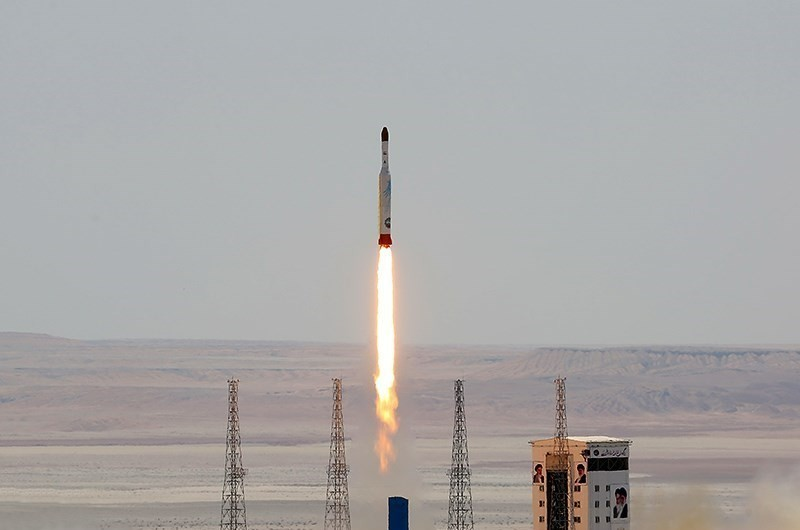
Décollage d'un lanceur Simorgh (juillet 2017) depuis le deuxième pas de tir de la base.

La base de lancement de Semnan (officiellement Centre spatial Iman Khomeini) située à environ 200 kilomètres à l'est de Téhéran, est la principale base de lancement iranienne. Elle comprend deux complexes de lancement utilisés respectivement par les lanceurs légers Safir et Simorgh.

## Situation
La base de lancement de Semnan (également désignée sous l'appellation centre spatial d'Imam Shahr) est située à 60 kilomètres au sud-est de Semnan capitale de la province du même nom. Le centre est situé loin à l'intérieur des terres, à 200 kilomètres à l'est-sud-est de la capitale Téhéran. Les tirs qui ont lieu vers le sud-est survolent les régions désertiques du centre de l'Iran puis l'Océan Indien.

## Historique
La base de lancement est créée en 1998 pour tester en vol le missile balistique à portée intermédiaire Shahab-3. Il est utilisé pour la première fois à des fins spatiales lors du lancement de la fusée-sonde Kavoshgar-1, version modifiée du missile Shahab-3, en février 2008. Celle-ci décolle d'un pas de tir qui sera utilisé par la suite par le lanceur léger Safir. Le premier satellite artificiel iranien Omid est placé en orbite par une fusée Safir qui décolle de ce pas de tir en février 2009. En septembre 2012, un lanceur explose peu après le décollage et endommage gravement le pas de tir, mais celui-ci est remis en état. Un deuxième complexe de lancement est inauguré pour le premier tir de la fusée Simorgh en 2017,.

## Installations
La base de lancement dispose d'un centre de contrôle et d'une station de poursuite. Il comprend en 2018 deux complexes de lancement :
- Le premier complexe de lancement inauguré en 2008 est utilisé pour le lancement des fusées Safir. Il comprend un pas de tir de forme circulaire desservi par une tour ombilicale dont la hauteur peut être réglée, mais est dépourvu de bâtiment d'assemblage et de stockage d'ergols. Le lanceur est amené et érigé par un camion spécialisé qui amène celui-ci depuis un centre d'assemblage distant.
- Le deuxième complexe de lancement situé à deux kilomètres du premier a été inauguré en juillet 2017 pour le premier tir de la fusée Simorgh nettement plus puissante que le lanceur Safir. Il comprend une tour d'assemblage mobile de 45 mètres de haut, nettement plus haute que ce qui serait strictement nécessaire pour la fusée Simorgh, et plusieurs bâtiments de stockage.

Le site comprend également un polygone de tirs de missiles balistiques, un banc d'essais pour les moteurs-fusées et des bâtiments administratifs.

## Historique des lancements

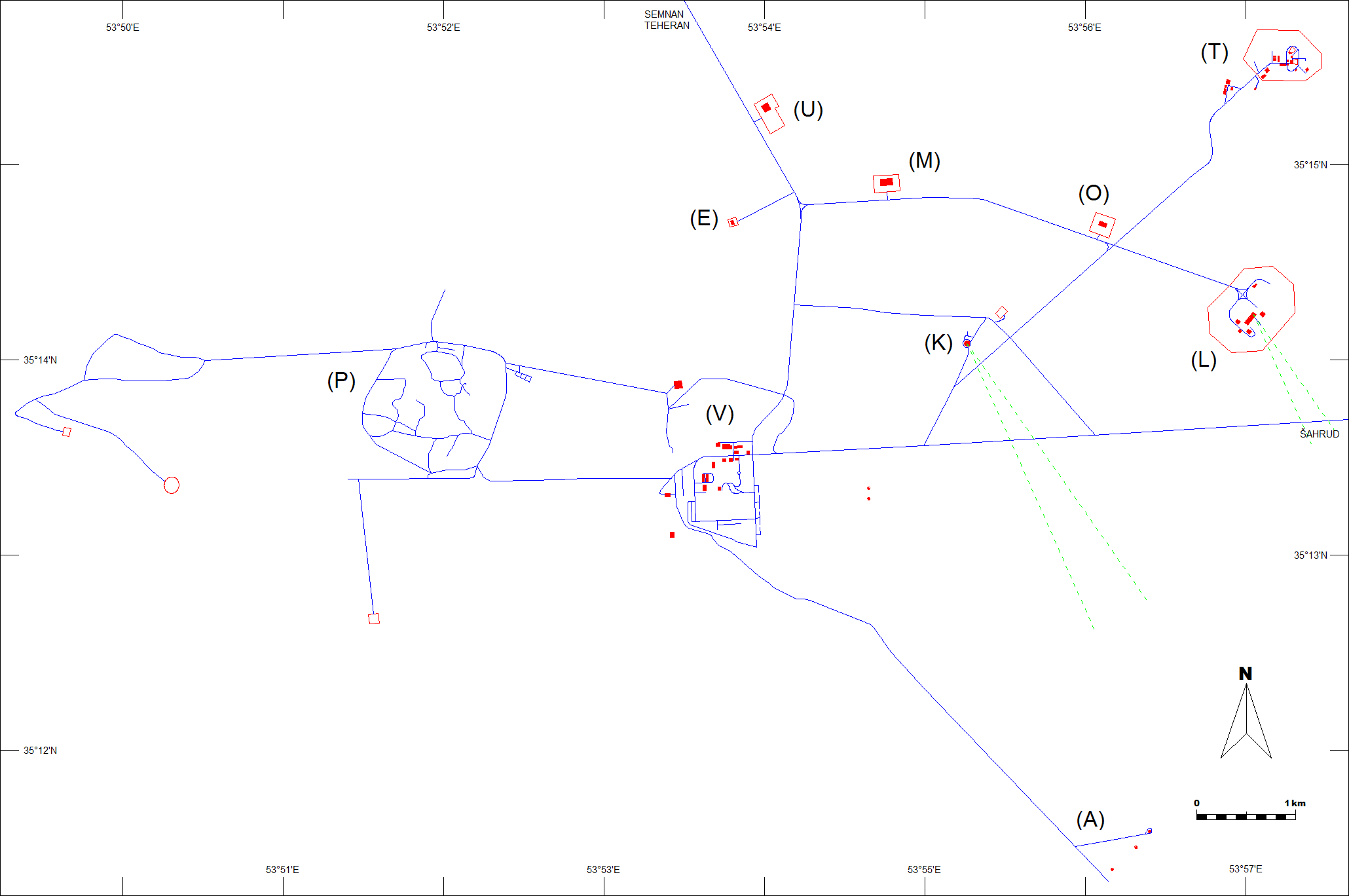
Plan du centre de lancement : A : Antennes de télécommunications - E : Sous stations de distribution électriques - K : Complexe de lancement Safir - L : Complexe de lancement Simorgh - M : Bâtiment d'assemblage des fusées - O : Centre de contrôle - P – Site de lancement de missiles balistiques - T : Banc d'essais des moteurs-fusées - U : Centre administratif - V Centre militaire administratif et technique.

| Date (UTC)        | Lanceur   | Complexe de lancement | Charge utile | Remarques                                                                                      |
| ----------------- | --------- | --------------------- | ------------ | ---------------------------------------------------------------------------------------------- |
| 17 août 2008      | Safir-1   | Safir                 | Omid         | Échec. Défaillance du second étage                                                             |
| 2 février 2009    | Safir-1   | Safir                 | Omid         | Premier satellite artificiel iranien mis en orbite par un lanceur national                     |
| 15 juin 2011      | Safir-1A  | Safir                 | Rasad 1      |                                                                                                |
| 3 février 2012    | Safir-1B  | Safir                 | Navid        |                                                                                                |
| 23 mai 2012       | Safir-1B+ | Safir                 | Fajr         | Échec. Pas d'annonce officielle du lancement                                                   |
| 22 septembre 2012 | Safir-1B+ | Safir                 | Fajr 2       | Échec Pas d'annonce officielle du lancement effectué L'explosion du lanceur endommage le site. |
| 20 mars 2014      | Safir-1B+ | Safir                 | Tadbir       | Échec. Pas d'annonce officielle du lancement                                                   |
| 2 février 2015    | Safir-1B+ | Safir                 | Fajr         |                                                                                                |
| 19 avril 2016     | Simorgh   | Simorgh               |              | Vol suborbital                                                                                 |
| 27 juillet 2017   | Simorgh   | Simorgh               | Toloo        | Échec du second étage                                                                          |
| 15 janvier 2019   | Simorgh   | Simorgh               | AUTSAT 1     | Échec du troisième étage                                                                       |
| 5 février 2019    | Safir-1B+ | Safir                 | Dousti       | Échec                                                                                          |
| 9 février 2020    | Simorgh   | Simorgh               | Zafar-1      | Échec Vitesse horizontale insuffisante                                                         |